# Нарлиев, Ходжакули
Ходжакули Нарли́ев (род. 21 января 1937, Туркменская ССР, СССР) — туркменский советский кинорежиссёр, оператор и сценарист. Лауреат Государственной премии СССР (1973), народный артист Туркменской ССР (1986).
Брат Ходжадурды Нарлиева.

## Биография
Родился 21 января 1937 года на разъезде № 30 Ашхабадской железной дороги.
В 1960 году окончил операторский факультет ВГИКа (мастерская Б. И. Волчека), в том же году принят на киностудию «Туркменфильм». Поначалу работал как оператор-документалист, с 1964 года дебютировал как режиссёр и автор сценариев документальных очерков.
С 1969 года работал как режиссёр.
В 1977—1978 годах читал курсы лекций по кинорежиссуре на Высших курсах сценаристов и режиссёров.
Художественный руководитель фильма «Свет маяка» (1978); Также работал и в РФ — поставил шесть сюжетов киножурнала «Ералаш».
Член Союза кинематографистов СССР (СК Туркменской ССР), с 1976 года по 1999 год являлся председателем СК Туркменской ССР. Член Президиума Российской Академии кинематографических искусств «Ника».
Последние годы живёт в Москве.
Портреты кинематографиста созданы туркменскими художниками Бабиковым Станиславом Геннадьевичем «Портрет кинорежиссёра Ходжакули Нарлиева» (1977, Музей изобразительных искусств Туркмении имени Сапармурата Туркменбаши Великого); Д. Б. Байрамовым «Портрет Ходжакули Нарлиева» (2011).

## Семья
Жена — Мая-Гозель Аймедова (род. 1941), актриса. Трое детей.
Братья:
- Ходжадурды Нарлиев (род. 1945), актёр и режиссёр;
- Ходжаберды Нарлиев.

## Фильмография

### Оператор
- 1959 — Твои глаза (документальный)[2]
- 1961 — Кара-Богаз (документальный)[2]
- 1961 — По Туркмении (документальный)[2]
- 1962 — Последняя дорога (короткометражный)
- 1963 — Состязание
- 1964 — Я и мои братья (совместно с К. Чишиевым)
- 1966 — Утоление жажды
- 1967 — Нефть Туркмении (документальный)[1]
- 1968 — Три дня одного года
- 1968 — Рабыня

### Режиссёр
- 1962 — За прожитые дни (совместно с Х. Якубовым)
- 1964 — Цветы сорока вёсен
- 1964 — Я и мои братья
- 1967 — Нефть Туркмении
- 1968 — Три дня одного года
- 1969 — Человек за бортом
- 1971 — Невестка
- 1974 — Когда женщина оседлает коня
- 1974 — Лето Сахата
- 1976 — Умей сказать «нет!»
- 1980 — Дерево Джамал
- 1982 — Каракумы, 45 в тени
- 1984 — Фраги — разлучённый со счастьем
- 1990 — Манкурт (СССР, Турция)
- 2010 — Голос матери

### Сценарист
- 1962 — За прожитые дни (совместно с Х. Якубовым)
- 1964 — Цветы сорока вёсен (документальный)[2]
- 1964 — Я и мои братья (документальный)[2]
- 1967 — Нефть Туркмении
- 1968 — Три дня одного года
- 1971 — Невестка (совместно с Ходжадурды Нурлиевым)
- 1974 — Когда женщина оседлает коня (при участии М. Аймедовой)
- 1976 — Умей сказать «нет!»
- 1978 — Кугитанская трагедия
- 1980 — Дерево Джамал (совместно с М. Аймедовой)
- 1982 — Каракумы, 45 в тени (совместно с В. Сухоребрым при участии Б. Мамедова)
- 1984 — Фраги — разлучённый со счастьем (совместно с Б. Мансуровым и М. Симашко)

### Актёр
- 1966 — Утоление жажды
- 1970 — Зов пустыни — Нурали
- 1974 — Когда женщина оседлает коня — эпизод
- 1975 — Кто был ничем — Шакир
- 1977 — Белая мгла — Чары (дублировал Ю. Соловьёв)
- 1980 — Дерево Джамал — Эмин (дублировал Валерий Рыжаков)
- 1982 — Каракумы, 45 в тени — Назаров
- 1989 — Ничего не случилось

## Награды и премии
- 1968 — диплом за операторскую работу III Всесоюзного кинофестиваля в Ленинграде (фильм «Утоление жажды»)[6];
- 1972 — диплом и премия за режиссуру Всесоюзного кинофестиваля (фильм «Невестка»)[8];
- 1972 — памятная медаль участия по секции критики кинофестиваля в Венеции (фильм «Невестка»)[8];
- 1972 — специальное упоминание жюри кинофестиваля в Локарно (фильм «Невестка»)[8];
- 1972 — приз «Серебряная сирена» на Международном кинофестивале в Сорренто (фильм «Невестка»)[8];
- 1973 — Государственная премия СССР (фильм «Невестка»)[1];
- 1978 — премия Ленинского комсомола Туркменской ССР[1];
- 1980 — заслуженный деятель искусств Туркменской ССР[6];
- 1981 — специальный приз за режиссуру Всесоюзного кинофестиваля (фильм «Дерево Джамал»)[источник не указан 571 день];
- 1985 — Государственная премия Туркменской ССР (фильм «Дерево Джамал»)[источник не указан 571 день];
- 1986 — народный артист Туркменской ССР[9];
- 1987 — орден Дружбы народов[источник не указан 571 день];
- 1992 — Международная премия Туркменистана (фильм «Состязание»)[источник не указан 571 день].